# 이수홀딩스상하이
이수홀딩스상하이는 이수그룹 계열사다. 이수그룹은 한류 외식사업을 위해 2014년 '이수홀딩스상하이'를 설립, 2015년 5월 중국 상하이 현지에서 퓨전 한식 레스토랑 '플리나127(PLENA127)' 1호점을 론칭했다.
이수홀딩스상하이가 론칭한 퓨전 한식 레스토랑 브랜드 '플리나127'은 '연인과의 데이트', '친구들과 와인 한 잔'이 어울리는 한식당을 인테리어에 적용했으며, 맛을 통한 기억, 음식이 어우러진 사람과 인생, 관계를 만드는 공간을 컨셉으로 하고 있다.

## 사업분야
- 외식, 퓨전한식
- 퓨전 한식 레스토랑 브랜드 'PLENA127'

## 같이 보기
- 이수그룹